# Einfeld
Einfeld is een plaats in de Duitse gemeente Neumünster, deelstaat Sleeswijk-Holstein, en telde 7.234 inwoners (in 2007).
Einfeld is het meest noordelijke stadsdeel van Neumünster. Zes kilometer ten noorden van Einfeld ligt Bordesholm.
De plaats heeft een spoorweghalte aan de spoorlijn Hamburg-Altona - Kiel, 6 km ten noorden van station Neumünster.

## Natuurschoon
Ten oosten van Einfeld ligt een 521 hectare groot natuurreservaat. Dit is het hoogveengebied Dosenmoor. Er vindt natuurherstel door zgn. vernatting plaats. Er komen veel zeldzame, beschermde planten- en vogelsoorten voor. Ter plaatse is een wandelroute uitgezet. Het Dosenmoor wordt in het westen begrensd door de spoorlijn naar Kiel en daar voorbij de 168 hectare grote Einfelder See. Aan de oostoever van dit meer is strandvermaak en watersportrecreatie mogelijk. Verder is er aan de oever een beeldentuin ingericht. De westelijke oever van de Einfelder See is vogelreservaat en is dus voor recreanten en toeristen verboden terrein.

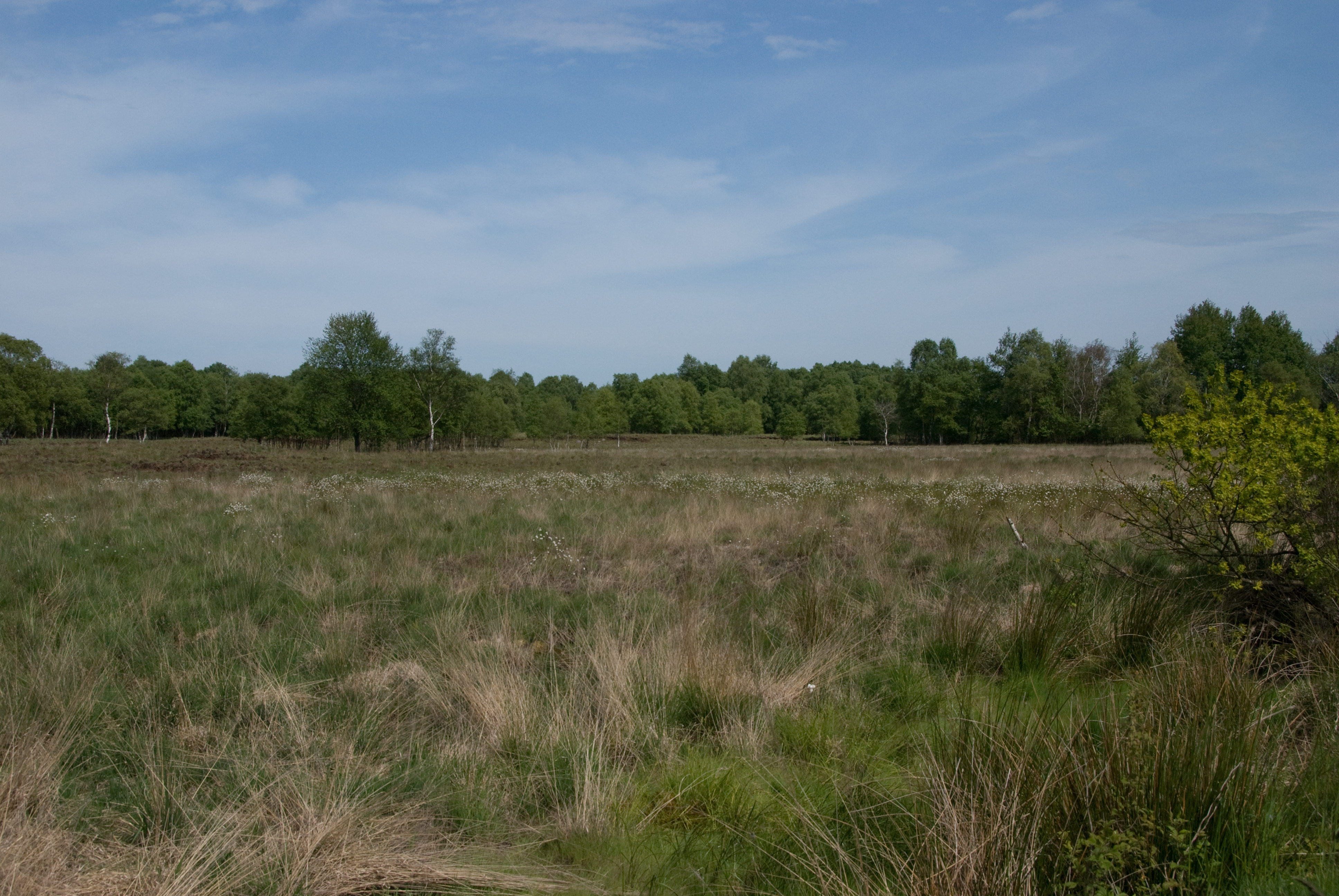
Natuurreservaat Dosenmoor
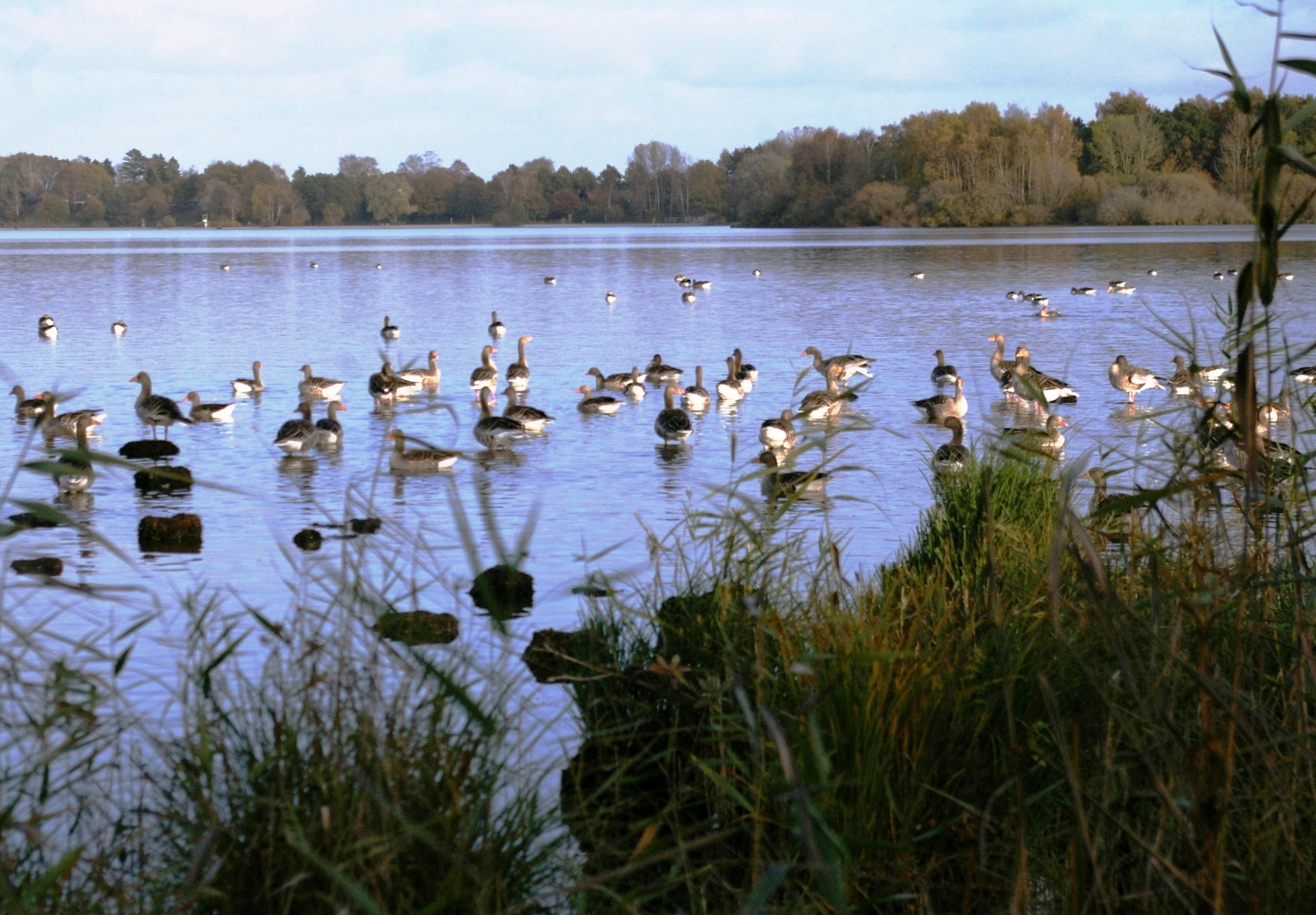
Het 168 hectare grote meer Einfelder See
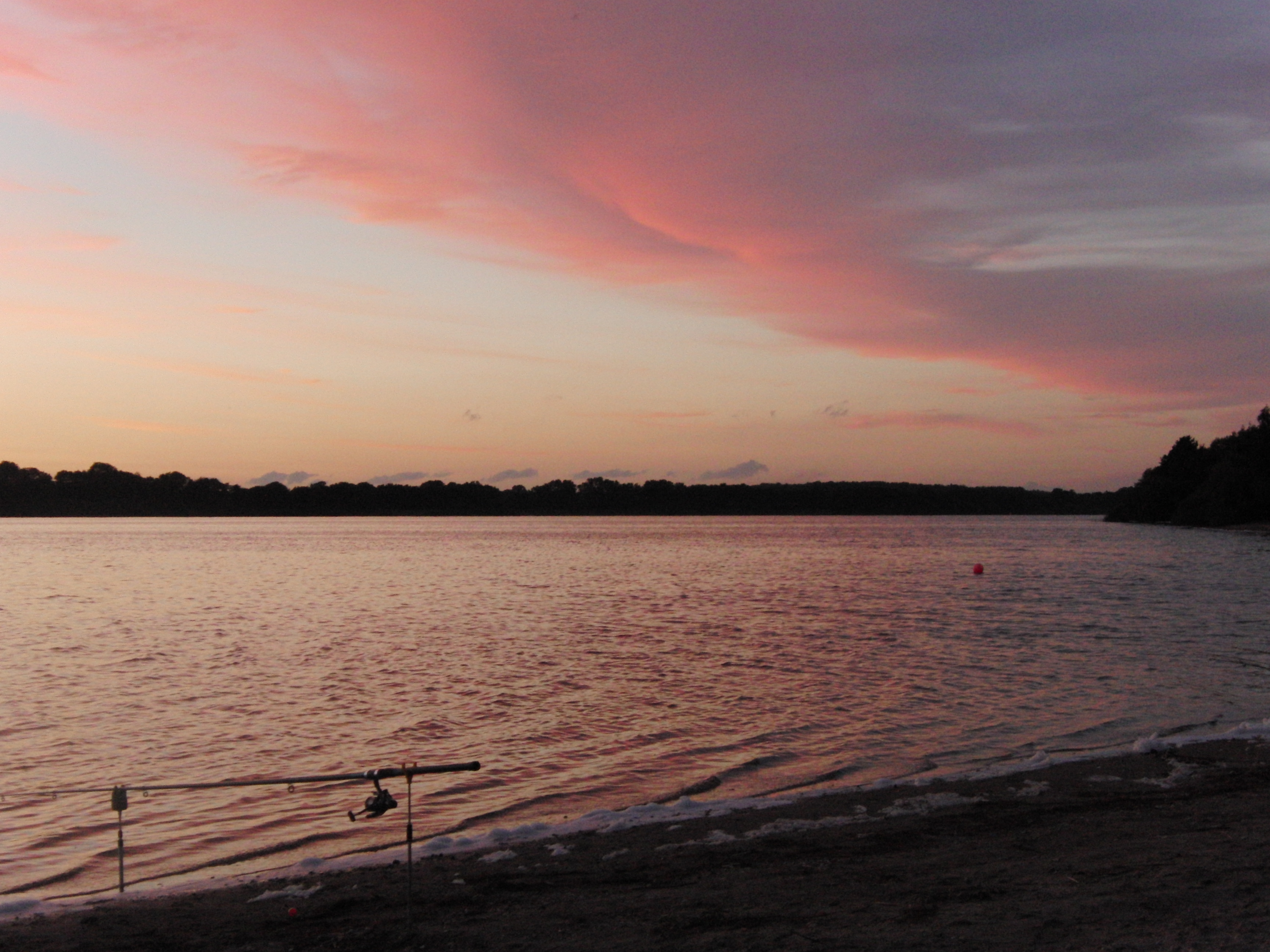
De Einfelder See bij nacht